# Kask rowerowy

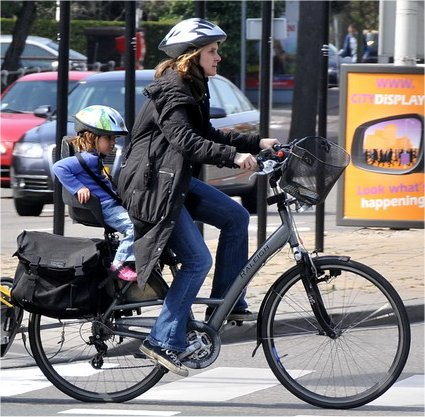
Rowerzystka z dzieckiem w kaskach rowerowych

Kask rowerowy – rodzaj kasku – ochronnego nakrycia głowy, używanego podczas jazdy na rowerze, zarówno rekreacyjnej jak i sportowej, w celu zmniejszenia ryzyka uszkodzeń czaszki w razie wypadku.
Stosowane kaski można podzielić co najmniej na dwie grupy. Pierwsza grupa jest przeznaczona do jazdy rekreacyjnej na rowerze. Druga dla zawodników sportowych dobrze wyszkolonych technicznie. Technologie kasków dla sportowców wykorzystują najnowsze osiągnięcia inżynierii materiałowej i ich cena może być znacznie wyższa niż kasków dla amatorów.
Kaski można także podzielić na: szosowe, MTB, miejskie oraz do ekstremalnych sportów rowerowych. Te ostatnie można podzielić na dwie główne grupy: zjazdowe, np. downhill, freeride, oraz do akrobacji rowerowych tzw. BMX.
Toczy się debata na temat tego, co można wywnioskować z dostępnych badań oraz na temat tego, czy należy promować bądź nakazać używania kasków przez rowerzystów. Debata ta jest intensywna, często oparta nie tylko na różnych interpretacjach literatury naukowej, ale także na różnych założeniach i interesach różnych stron.

## Historia
Na początku XX wieku rowerzyści używali czapek skórzanych (w formie czapek lotniczych), chroniły one tylko przed słońcem i powierzchownymi zranieniami lub obtarciami.
W okresie międzywojennym używano także hełmów metalowych.
W latach osiemdziesiątych XIX wieku kluby rowerzystów stawały się coraz bardziej popularne, a ich członkowie zauważyli, że urazy głowy stanowią istotny problem, zaczęli więc promować stosowanie kasków. Najpierw używali hełmów korkowych. Choć korek łatwo się kruszy, był prawdopodobnie najlepszym materiałem dostępnym w tym czasie.
Na początku XX wieku zawodnicy zaczęli używać kasków uformowanych ze skórzanego pierścienia owijanego wokół głowy i - nad tym - wełnianego materiału. Styl z czasem ewoluował, a pierścień ze skóry został uzupełniony pasami ze skóry ułożonymi podłużnie na głowie. Zapewniały nieco lepszą ochronę niż hełmy korkowe, ale wciąż nie dawały odpowiedniej ochrony. W ciągu następnych dziesięcioleci kaski zostały opracowane z twardymi zewnętrznymi elementami i piankowymi podkładkami, ale zwykle były ciężkie lub nieskuteczne podczas zderzenia.

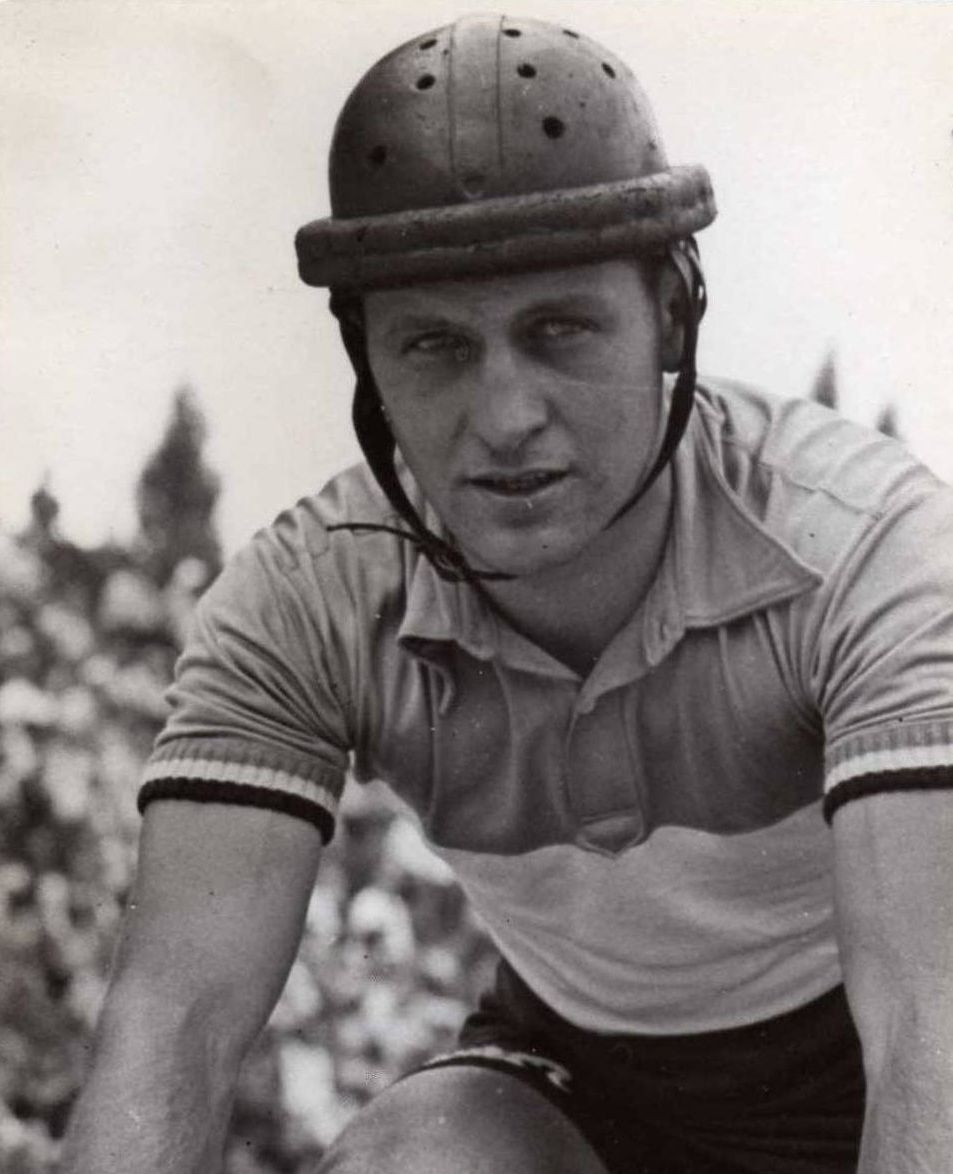
Jean-Jacques Lamboley w 1950

W latach 70. grupa Snell Foundation rozpoczęła kompleksowe testowanie kasków rowerowych i stwierdziła, że żaden z kasków na rynku nie był naprawdę skuteczny, więc ustanowili podstawowe kryteria ochrony głowy.
Pierwszym komercyjnie udanym kaskiem rowerowym zaprojektowanym na zamówienie był Bell Biker, wyłożona polistyrenem twarda skorupa wyprodukowana w 1975 roku. W 1983 roku powstał pierwszy kask firmy Bell opracowany specjalnie na wyścigi rowerowe
Branżowe standardy kasków zostały opracowane w latach 70. i są nadal modyfikowane.
W 1984 r. American National Standards Institute wprowadził normy dla kasków. Spowodowało to podniesienie jakości dostępnych wyrobów i pomogło wyeliminować nieefektywne kaski z rynku. Wkrótce zastosowano piankową wyściółkę wykonaną ze spienionego polistyrenu, a do lat 90. dodano cienką twardą skorupę do kasku z pianki polistyrenowej, aby zapewnić odpowiednią amortyzację i wytrzymałość.

## Budowa

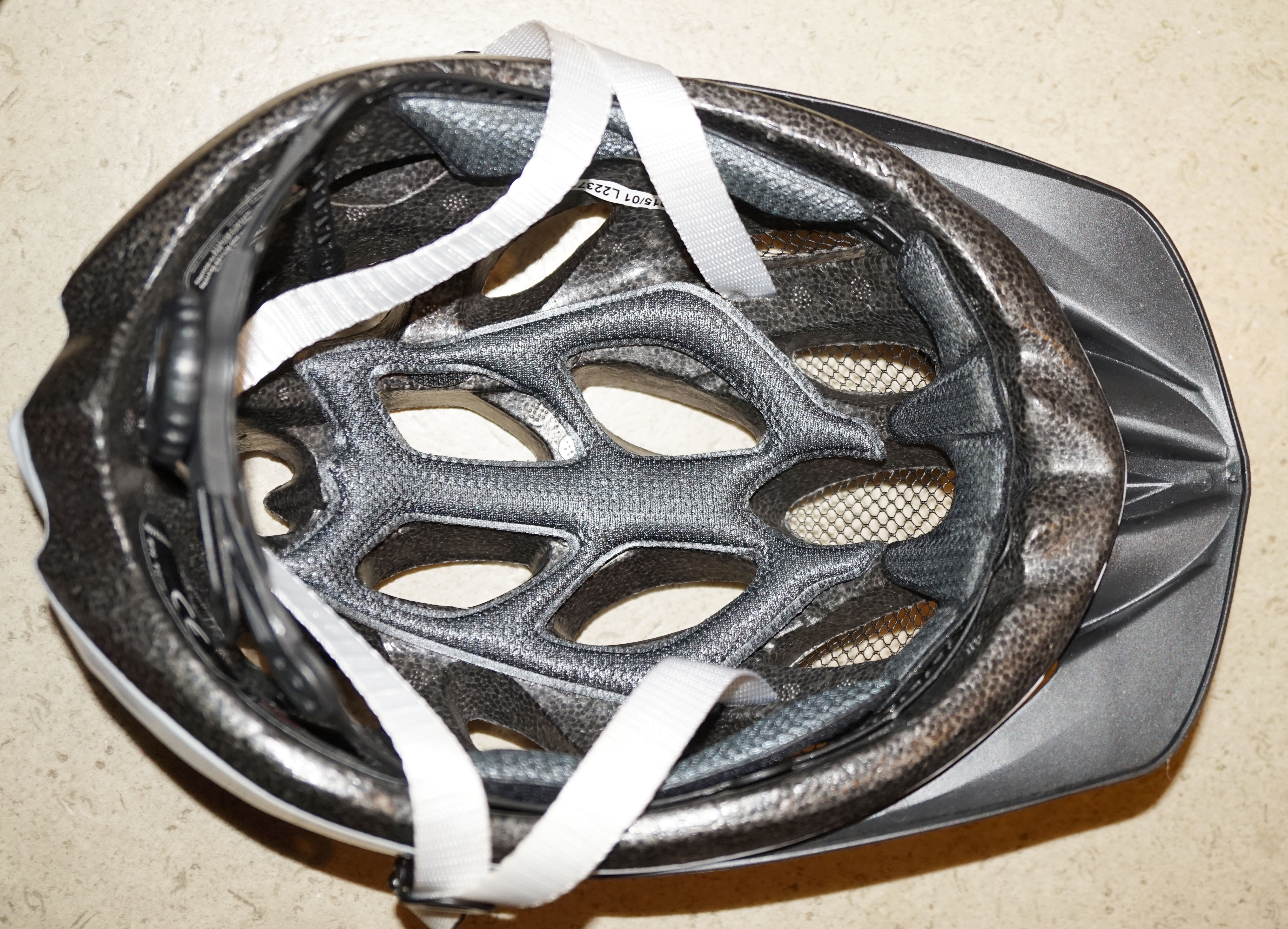
Wnętrze kasku (Limar 690 superlight)

Współczesne kaski rowerowe najczęściej składają się z czterech elementów: skorupy, wykładziny ochronnej (piankowej), wykładziny komfortowej (wyściółka) i pasków mocujących z zapięciem.

Skorupa wykonywana jest zwykle z polichlorku winylu, poliwęglanu, kopolimeru akrylo-nitrylowo-butadienowostyrenowego. W niektórych modelach kasków skorupa wykonywana jest z żywic epoksydowych wzmacnianych włóknami szklanymi, aramidowymi lub węglowymi. Wykładziny piankowe wykonywane są przede wszystkim z ekspandowanego: polistyrenu (EPS), polipropylenu (EPP), poliuretanu (EPU).

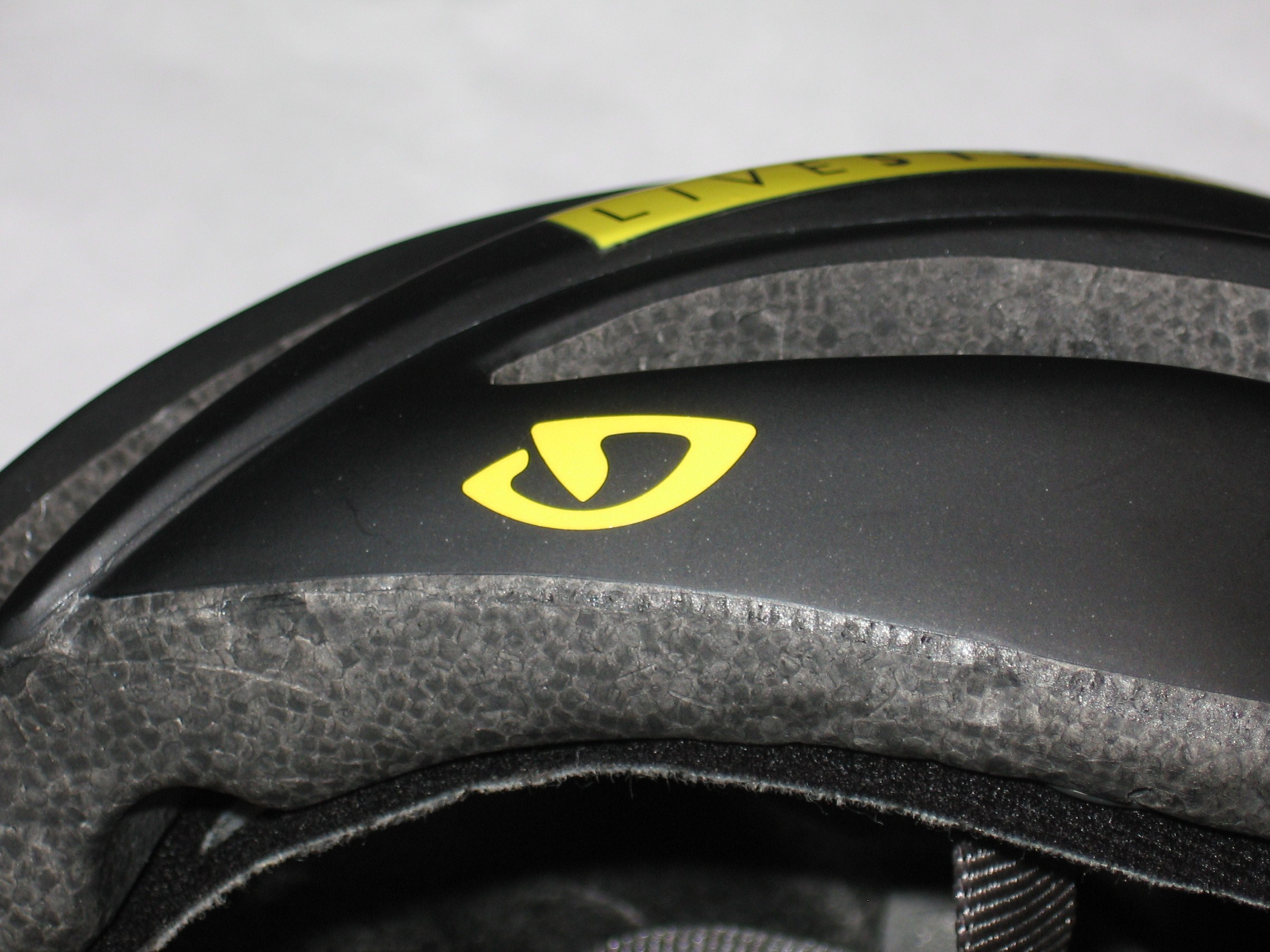
Kask Giro Atmos

Celem zmniejszenia masy, zapewnienia dobrego przepływu powietrza i poprawienia komfortu użytkowania, wyposażany jest w otwory wentylacyjne. Przednie otwory są zwykle zabezpieczone siatką, która zapobiega wpadaniu pod kask owadów. Dodatkowe wyposażenie może stanowić odpinany daszek, który ma na celu ochronę przed wpływem warunków atmosferycznych (wykorzystywany szczególnie do jazdy terenowej typu MTB). Kask rowerowy jest mocowany na brodzie rowerzysty (zapięcie na pasku), posiadają także regulację w (tylnej części), która dopasowuje kask do wielkości głowy. Różne rodzaje kasków różnią się budową oraz efektywnością systemu wentylacyjnego.Kaski BMX, tzw. orzeszki, do uprawiania akrobacji rowerowych mają znacznie wzmocnioną skorupę oraz rozbudowaną dodatkowo część tylną chroniącą potylicę rowerzysty. Kaski zjazdowe, tzw. pełne (ang. fullface), używane podczas uprawiania sportów rowerowych ekstremalnych, np. downhill, freeride, mają budowę zbliżoną do kasków motocyklowych, lecz są od nich lżejsze.

## Działanie
Normy bezpieczeństwa Unii Europejskiej dla kasków rowerowych gwarantują ochronę podczas testowego upadku przy prędkości 5,52 metra na sekundę (ok. 20 km/h).

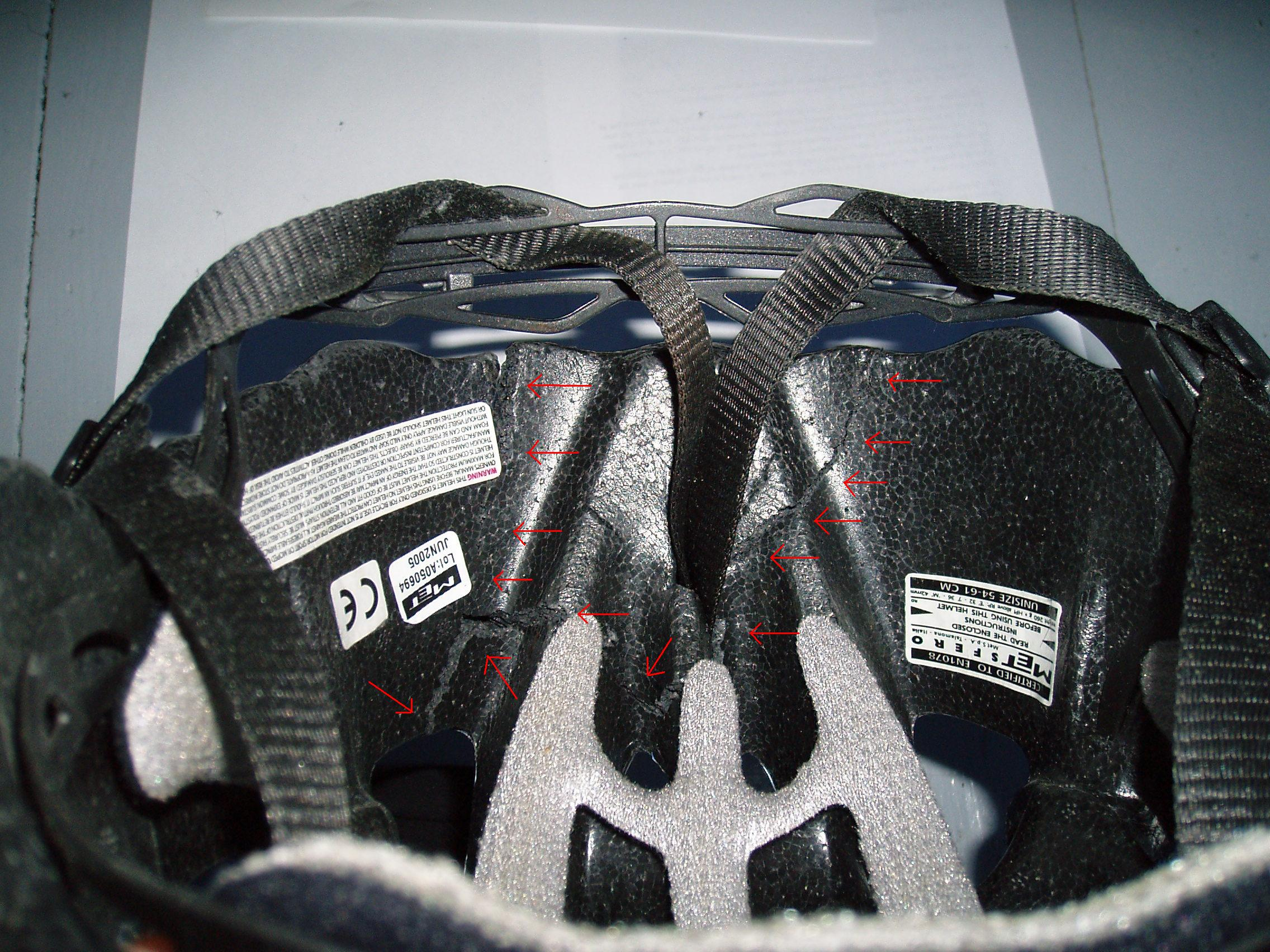
Uszkodzony kask. Efekt zderzenia z samochodem z prędkością 50 km/h. Hełm pękł w sześciu miejscach.

Warstwy zewnętrzne kasku muszą rozłożyć powstające przy uderzeniu siły na maksymalnie dużą powierzchnię, aby ograniczyć możliwość pęknięcia kości czaszki. Kask musi pochłonąć część energii uderzenia (może zostać uszkodzony) i w ten sposób zmniejszyć przyśpieszenie działające na głowę i mózg, a także zachować niezmienną, stabilną pozycję podczas normalnego używania, a zwłaszcza w czasie kolizji (wytrzymały system pasków mocujących). Kask musi też ochronić maksymalnie dużą powierzchnię głowy i zabezpieczyć ją przed penetracją przez obce przedmioty, jednocześnie nie ograniczając widoczności i słyszalności kolarza. Kask powinien również ograniczać możliwość przenoszenia obciążenia z głowy na szyję podczas kolizji, a tym samym zapobiegać uszkodzeniu kręgów szyjnych.
Działanie ochronne kasku polega na pochłanianiu części energii uderzenia, co powoduje pojawienie się lokalnych odkształceń niesprężystych w skorupie i wykładzinie piankowej (odkształcenia plastyczne wykładziny pochłaniają ok. 95% energii uderzenia). Kask podczas każdego zderzenia może zostać częściowo uszkodzony bez wyraźnych oznak zniszczenia, w takich sytuacjach najlepiej wymienić kask na nowy.
W niektórych kaskach wykładzina ochronna wykonywana jest z pianki poliuretanowej, która jest bardziej odporna na uderzenia wielokrotne niż pianka EPS. Okres eksploatacji kasku nie powinien przekraczać 5 lat, gdyż materiały z których kask jest zbudowany z czasem ulegają zniszczeniu.

## Opinie instytucji i ekspertów

### Zwolennicy
National Health Service Wielkiej Brytanii wymienia kask jako jedną z „wskazówek dotyczących bezpieczeństwa jazdy na rowerze” dla początkujących. American Medical Association Medical Student Section stwierdziło, że „noszenie kasku jest efektywną interwencją w zakresie zdrowia publicznego”.
Wiele organizacji wspierających jazdę na rowerze wspiera używanie kasku lub prawodawstwo w tym zakresie. League of American Bicyclists "od wielu lat zachęca do noszenia kasków poprzez swoje publikacje i program edukacyjny. Od 1991 roku Liga wymaga od uczestników sponsorowanych przez nią imprez do noszenia kasków". Bicycle Network, australijska organizacja zrzeszająca cyklistów, popiera przepisy dotyczące kasków. Bicycle Queensland popiera przepisy dotyczące kasków, zauważając, że "obszerne badania pokazują, że korzyści wynikające z noszenia kasków przewyższają argument wolności osobistej".
Liczne grupy medyczne zajmujące się zdrowiem wspierają przepisy dotyczące kasków. Należą do nich Światowa Organizacja Zdrowia, British Medical Association, Amerykańskie Towarzystwo Medyczne, American College of Emergency Physicians, Canadian Paediatric Society, Canadian Academy of Sport and Exercise Medicine, czy Royal Australasian College of Surgeons.
Centers for Disease Control and Prevention, Amerykańska Akademia Pediatryczna, Safe Kids USA czy Royal Society for the Prevention of Accidents zalecają noszenie kasków. SWOV (Holenderski Instytut Badań nad Bezpieczeństwem Ruchu Drogowego) zaleca używanie kasków. Program badawczy Temple University's Public Health Law Research klasyfikuje przepisy dotyczące kasków rowerowych jako skuteczną interwencję na rzecz zdrowia publicznego, w oparciu o przegląd badań naukowych. Brytyjskie National Children's Bureau wspiera i promuje używanie kasków.
WHO stwierdza: „Noszenie kasku jest najskuteczniejszym sposobem zmniejszenia urazów głowy i liczby ofiar”.
AMA w swoich celach zapisuje m.in. „przygotowanie modelowego ustawodawstwa dotyczącego obowiązkowego używania kasków przez rowerzystów podczas jazdy na rowerze”. „Polityką AMA jest aktywne wspieranie używania kasków rowerowych i zachęcanie lekarzy do edukowania swoich pacjentów na temat znaczenia używania kasków rowerowych”, a także „wezwanie wszystkich, którzy wynajmują rowery, do oferowania wypożyczenia kasków rowerowych”.
Także American College of Emergency Physicians zaleciło w 2011 roku, aby wprowadzać przepisy wymagające powszechnego użycia kasków, dostarczać materiały edukacyjne i promocyjne dot. bezpiecznej jazdy na rowerze, w tym używania kasków. Podkreśliło też istotę tanich i dostępnych kasków.
Canadian Paediatric Society podkreśla, że „urazy głowy należą do najpoważniejszych obrażeń odniesionych podczas jazdy na rowerze”, a także, że „istnieją dowody na to, że ustawodawstwo dotyczące kasków rowerowych zwiększa użycie kasku i zmniejsza ryzyko urazu głowy”, a „dowody na niezamierzone skutki przepisów dotyczących kasków, takie jak ograniczenie jazdy na rowerze i większe podejmowanie ryzyka, są słabe i powodują spory”. CPS zaleca także zastosowanie zwolnień lub ulg podatkowych od sprzedaży kasków w celu obniżenia ich cen.
Centers for Disease Control and Prevention stwierdza również, że „chociaż inne strategie mogą być przydatne w zapobieganiu urazom związanym z rowerem (tj. odpowiednie projektowanie i konserwacja dróg, ulepszanie projektowania rowerów, produkcja i naprawy oraz szkolenie w zakresie bezpieczeństwa rowerów), stosowanie tych strategii nie eliminuje potrzeby stosowania kasków rowerowych”. W kwestii obligatoryjnych kasków podaje przykład: „egzekwowanie przepisów dotyczących kasków powinno odbywać się poprzez edukację, a nie karanie. Na przykład lokalni policjanci mogą uświadomić osobom, które naruszają przepisy dotyczące kasków rowerowych, korzyści płynące z używania kasku i zapewnić im kupony rabatowe na jego zakup. Kary za pierwsze naruszenie prawa można znieść, jeśli dana osoba wykaże, że nabyła kask”.
National Children's Bureau podkreśla, że obowiązek noszenia kasków spowodował wzrost ich użycia i spadek obrażeń u dzieci.
Amerykańska Akademia Pediatryczna zwróciła także uwagę na obraz rowerzystów w mediach - powinni być oni przedstawiani w kaskach. SWOV czy Royal Society for the Prevention of Accidents zwracają uwagę, że kaski nie zapobiegają wypadkom, a wypadek może być bardzo poważny pomimo kasku na głowie. SWOV przywołuje także przykłady Holandii i Australii jako krajów z różnym użyciem kasków i różnymi przepisami prawnymi ich dotyczącymi i jest przeciwne wprowadzaniu obowiązkowych kasków w Holandii, a jedynie je zaleca.

### Przeciwnicy
Reprezentacje rowerzystów twierdzą, że koncentracja uwagi na kaskach odwraca uwagę od innych kwestii, które są znacznie ważniejsze dla poprawy bezpieczeństwa rowerów, takich jak redukcja zagrożeń na drodze, szkolenia i konserwacja rowerów.
W 1998 roku Europejska Federacja Cyklistów (ECF) przyjęła dokument przedstawiający stanowisko, w którym wskazuje obowiązkowe przepisy dotyczące kasków jako mające bardziej negatywne niż pozytywne skutki dla zdrowia. Największa brytyjska organizacja rowerowa Cycling UK uważa, że „ogólne skutki zdrowotne obowiązkowych kasków są negatywne”.
Holenderska Fietsersbond (Unia Rowerzystów) podsumowała istniejące dowody i doszła do wniosku, że obowiązkowe przepisy dotyczące kasków miałyby niekorzystny wpływ na zdrowie ludności: „Prawa dotyczące kasków uratowały kilka mózgów, ale zniszczyły wiele serc”. Nie przedstawiono stanowiska politycznego w odniesieniu do innych rodzajów rowerów, w szczególności rowerów górskich oraz wszelkich form uprawiania sportów rowerowych na drogach i poza nimi.
Cycling Action Network z Nowej Zelandii stwierdza: „Istnieją dowody na to, że obowiązkowe przepisy dotyczące noszenia kasków rowerowych nie działają zgodnie z założeniami i powinny zostać poddane przeglądowi. Priorytetowo należy potraktować inne kwestie bezpieczeństwa, takie jak zachowania kierowców i ulepszenia w ruchu drogowym”.
W marcu 2013 roku Malcolm Wardlaw stwierdził, że obowiązek noszenia kasków „powinien zostać zakwestionowany. Jest to wysyłanie błędnego komunikatu o tym, że jazda na rowerze jest niebezpieczna. To tak samo szkodliwe, jak mówienie, że palenie jest bezpieczne”.
Dr Harry Rutter stwierdził, że kaski nie zwiększają bezpieczeństwa: „Tylko bezpieczne otoczenie, wolne od zagrożeń stwarzanych przez ruch samochodowy i źle zaprojektowane drogi, pozwoli to osiągnąć”. Sceptycznie podchodzi do nadmiernego skupiania się na kaskach jako środku zapobiegawczym: „Największe ryzyko doznania poważnych obrażeń podczas jazdy rowerem nie wynika z samej czynności, tylko z zachowania kierowców aut. Jazda rowerem to łagodny rodzaj aktywności, który jest często praktykowany w niebezpiecznym otoczeniu. Jednak z trzech głównych czynników determinujących powstanie poważnych urazów – układ drogi i panujące na niej warunki, kierowcy i rowerzyści – najwięcej uwagi poświęca się badaniu rowerzystów”.
Dorothy Robinson dokonała przeglądu danych po wprowadzeniu przepisów; stosowanie kasków zgodnie z nimi wzrosło, ale przepisy dotyczące kasków nie zmniejszyły w sposób oczywisty liczby urazów głowy rowerzystów (patrz: Wpływ regulacji dot. kasków na zdrowie publiczne).
Mayer Hillman nie popiera stosowania kasków, argumentując, że przynoszą bardzo ograniczoną korzyść w przypadku zderzenia z samochodem, że kompensacja ryzyka niesie ze sobą negatywne skutki dla ich ochronnego efektu, a także dlatego, że czuje, iż ich promocja w domniemany sposób przerzuca odpowiedzialność na rowerzystę. Obliczył, że lata życia zyskane dzięki jeździe na rowerze (bez kasku) przewyższają lata stracone na skutek wypadków w stosunku 20:1. Przestrzega również przed przedkładaniem w debacie zaleceń chirurgów nad ekspertyzy innych ekspertów, porównując tę sytuację do stwierdzania, czy warto kupować losy na loterii tylko na podstawie opinii nielicznych zwycięzców.

## Bezpieczeństwo

### Ryzyko urazu
W 1995 r. Centers for Disease Control and Prevention ustaliło, że wypadki rowerowe powodują około 1000 ofiar śmiertelnych i 550 000 wizyt w przychodniach w ciągu roku, a większość tych urazów dotyczy jakiejś formy urazu głowy. Około 6% rowerzystów leczonych w USA w oddziałach ratunkowych wymagało hospitalizacji. Urazy głowy stanowiły 62% zgonów powiązanych z rowerami, 33% wizyt w oddziałach ratunkowych oraz 67% przyjęć do szpitali (powiązanych z rowerami). W Kanadzie hospitalizacje związane z jazdą na rowerze w latach 1994-2004 stanowiły 2% urazów szpitalnych. Urazy głowy należą do najpoważniejszych urazów u rowerzystów, stanowią 20% do 40% wszystkich urazów związanych z jazdą na rowerze w Kanadzie.

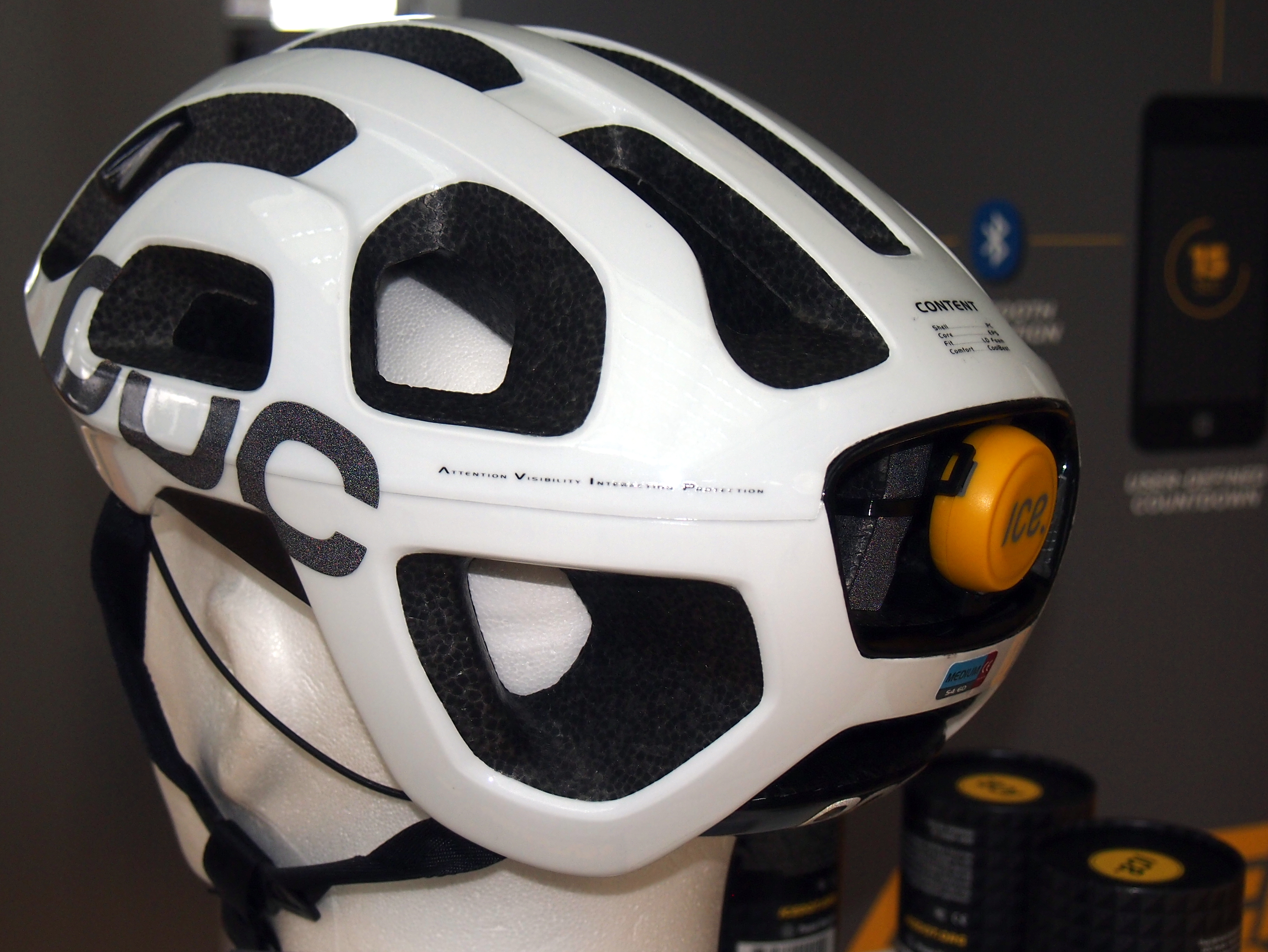
Przykład detektora uderzeń w kasku rowerowym sygnalizującego wypadek

Przegląd badań klinicznych dotyczących kasków rowerowych przeprowadzony przez Thompsona i jego współpracowników w 1999 r., wykazał, że „hełmy zapewniają zmniejszenie o 63 do 88% ryzyka wystąpienia urazu głowy i mózgu u wszystkich osób, bez względu na wiek. Kaski zapewniają jednakowy poziom ochrony w przypadku kolizji z udziałem pojazdów silnikowych (69%) i wypadków z innych przyczyn (68%). Urazy górnej i środkowej części twarzy zmniejszają się o 65%”.
W USA 30-miesięczne badanie obejmujące 3 854 rowerzystów pokazało, że użycie kasku zmniejszało całkowite ryzyko obrażeń mózgu o 65% i poważne uszkodzenie mózgu o 74% we wszystkich grupach wiekowych. Program edukacyjny w Reading, który promował korzystanie z kasków rowerowych wśród dzieci i młodzieży, spowodował lokalny wzrost wykorzystania z 18% do 60% i jednoczesny spadek urazów związanych z rowerami.
Autorzy metaanalizy zleconej przez rząd australijski i przeprowadzonej w 2001 r. doszli do wniosku, że kask zmniejsza ryzyko urazu głowy o 60%, stwierdzono, że istnieją „przytłaczające dowody na poparcie kasków zapobiegających urazom głowy i śmiertelnym urazom”.
Kolejna analiza tej samej pracy dowiodła, że niebezpieczeństwo urazu szyi mogło zostać przecenione, a dobrze dopasowany kask zmniejsza ryzyko śmiertelnego urazu o 65%.
Rune Elvik stwierdził w 2012 r., że ogólny efekt może być mniejszy, jeśli wziąć pod uwagę potencjalnie większe prawdopodobieństwo urazu szyi podczas noszenia kasku. Elvik w swojej analizie zaznaczył, że niezależnie od korzyści w jednostkowych przypadkach, częstszemu korzystaniu z kasków w całej populacji, na przykład w wyniku zmiany przepisów, nie towarzyszy porównywalny spadek w ogólnej liczbie urazów głowy. Stwierdził, że na metaanalizę z 2001 r. „wpływ miały uprzedzenia związane z publikacją oraz tendencje czasowe, które nie były kontrolowane. W rezultacie analiza wykazała zawyżone szacunki efektów działania kasków rowerowych” oraz że „kiedy ryzyko urazu głowy, twarzy lub szyi jest oceniane jako całość, kaski rowerowe zapewniają niewielki efekt ochronny. Efekt ten jest statystycznie istotny w starszych badaniach. Nowe badania, podsumowane przez model analizy losowych efektów, wskazują jedynie na statystycznie nieistotny efekt ochronny”.
Szacuje się, że gdyby w latach 1984-1988, 10% wskaźnik użycia hełmu został zwiększony do 100%, można by było co roku uniknąć średnio 500 śmiertelnych i 151 400 urazów głowy powiązanych z jazdą na rowerze.
Choć w kasku głowa jest lepiej chroniona niż bez niego, wykazano w testach tendencję do tego, aby kaski przesuwały się z właściwej pozycji przy nierównomiernym przyłożeniu siły; skłonność kasków o twardej powłoce do przesuwania się na betonie, potencjalnie zwiększając ryzyko obrażeń twarzy podczas wypadku; oraz prawdopodobieństwo, że kaski miękkie lub bez powłoki złapią lub oprą się o betonowe powierzchnie, powodując zmniejszenie prędkości głowy w stosunku do reszty ciała, co potencjalnie zwiększa ryzyko urazów szyi. 

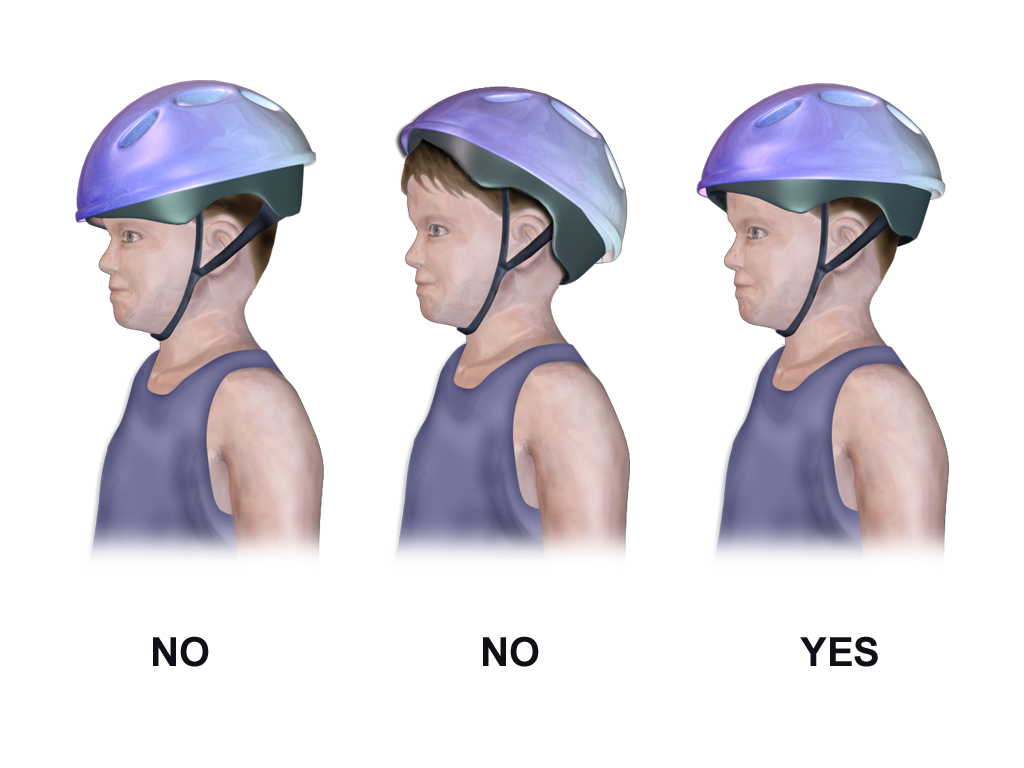
Przykład niewłaściwego i właściwego dopasowania kasku rowerowego

Ważne jest, aby kask pasował do rowerzysty - w jednym z badań dzieci i młodzieży w wieku od 4 do 18 lat stwierdzono, że 96% z nich było nieprawidłowo dopasowanych. Skuteczność nieprawidłowo dopasowanych kasków uważa się za znacznie mniejszą; według jednego z szacunków ryzyko wzrasta prawie dwukrotnie, według innych noszenie odpowiednio dopasowanego hełmu zmniejsza obrażenia głowy o 63% do 88% we wszystkich grupach wiekowych rowerzystów.

### Kask a psychologia
Rowerzyści w kasku postrzegają ryzyko jako mniejsze, więc mogą być skłonni do podejmowania bardziej nieostrożnych zachowań. Jednocześnie kask może zachęcać kierowców do mniej bezpiecznej jazdy w pobliżu rowerzysty.

#### Wyprzedzanie rowerzysty w kasku
Dr Ian Walker w 2006 r. zarejestrował (za pomocą przypiętego do swojego roweru komputera i elektronicznego czujnika odległości) 2,5 tysiąca samochodów, które wyprzedziły go podczas jazdy. Przez połowę czasu miał na głowie kask, przez drugą połowę jechał z odkrytą głową. Z zebranych danych wynikało, że kierowcy mieli tendencję do mijania go w mniejszej odległości kiedy jechał w kasku, wyprzedzali go średnio o 8,5 centymetra bliżej (średnia odległość wyprzedzania wynosiła od 1,2 do 1,3 metra). Walker stwierdził: „Możliwe, że kierowcy uważają rowerzystów w kaskach za poważniejszych, bardziej doświadczonych i przewidywalnych niż tych bez kasków”.
We wstępnej analizie tych danych przez innych badaczy zgodzono się z tezą o 8,5 cm, ale stwierdzono, że nie było więcej wyprzedzeń w odległości poniżej 1 metra. W 2018 roku Walker opublikował odpowiedź podkreślając, że było więcej minięć poniżej 1,5 m (ustawowa minimalna odległość wyprzedzania w Hiszpanii i Niemczech) lub 2 m i że nie można wprost stwierdzić, że nie było więcej przejazdów poniżej 1 m.

#### Kask a kompensacja ryzyka
Hiszpańskie badanie wypadków drogowych z lat 1990-1999 wykazało, że rowerzyści korzystający z kasków rowerowych biorący udział w wypadkach rzadziej dopuszczają się naruszeń prawa ruchu drogowego niż rowerzyści bez kasków i że u rowerzystów bez kasków jest bardziej prawdopodobne, że przekroczą prędkość. Autorzy doszli do wniosku, że "chociaż wyniki badań nie potwierdzają istnienia silnego mechanizmu kompensacji ryzyka wśród rowerzystów z kaskami, nie można wykluczyć tej możliwości".
W innym badaniu Ian Walker z 2016 r. dowiódł, że kask na głowie może zachęcać samych rowerzystów do bardziej ryzykownych zachowań. W ramach jego eksperymentu na ekranie pojawiał się balon, który można było pompować przyciśnięciem guzika. Z każdym „dmuchnięciem” gracz otrzymywał większą nagrodę, ale rosło też ryzyko, że balon pęknie i gracz straci zdobyte punkty. W dowolnym momencie można było przerwać dmuchanie balonu i zatrzymać dotychczasową wygraną. Uczestnikom powiedziano, że będą śledzone ruchy ich oczu, choć tak naprawdę test polegał na zamontowaniu ich do różnych nakryć głowy. Połowa uczestników miała czujniki zamocowane na czapce z daszkiem, druga połowa na kasku rowerowym. Po kilkudziesięciu rundach widać było, że osoby w kaskach podejmowały średnio większe ryzyko. Walker stwierdził, że po raz pierwszy udało się zaobserwować kompensację ryzyka w sytuacji, gdzie nie istniała bezpośrednia zależność między zwiększonym bezpieczeństwem jednostki a tym, co robiła.
W jednym z badań eksperymentalnych dorośli przyzwyczajeni do noszenia kasków jeździli wolniej bez kasku, ale w przypadku rowerzystów, którzy zazwyczaj nie noszą kasków, nie stwierdzono różnicy w prędkości jazdy na rowerze bez lub w kasku. Badania wykazały, że dzieci pokonujące tor przeszkód pieszo poruszały się szybciej i podejmowały większe ryzyko, gdy nosiły sprzęt ochronny (w tym kaski). Także rodzice oceniali ryzyko na niższe gdy ich dziecko miałoby mieć kask.
Zakładając, że zużycie kasku zmniejsza ryzyko poważnego urazu głowy/mózgu o ponad 80%, rowerzyści musieliby czterokrotnie zwiększyć swoje ryzyko, aby zanegować korzyści użycia kasku.
Jak zaznacza m.in. Canadian Paediatric Society, niektóre badania nie wykazywały związku między zastosowaniem narzędzi bezpieczeństwa a tolerancją na ryzyko, niemniej kwestia kompensacji ryzyka wciąż pozostaje nierozwiązana.

### Falsyfikaty
Wraz z coraz częstszym pojawianiem się w Internecie fałszywych produktów o gorszej jakości i trwałości, nakazuje się ostrożność wobec cen kasków i renomy sprzedawcy. Głównymi rynkami docelowymi mają być Stany Zjednoczone i Europa, 90% podrobionych towarów przechwyconych w Stanach Zjednoczonych pochodzi z Hongkongu i Chin.

## Regulacje prawne
Zgodnie z obowiązującą Dyrektywą Rady 89/686/EWG producent kasku ponosi całkowitą odpowiedzialność za jego jakość.
     Brak ograniczeń prawnych
     Obowiązują lokalne przepisy
     Tylko dzieci
     Obowiązują zasady częściowe
     Obowiązkowe, ale bez mandatów
     Obowiązkowe

Brak ograniczeń prawnych
Obowiązują lokalne przepisy
Tylko dzieci
Obowiązują zasady częściowe
Obowiązkowe, ale bez mandatów
Obowiązkowe

W niektórych krajach kaski rowerowe są obowiązkowym wyposażeniem rowerzysty. W Polsce używanie tej ochrony nie jest obligatoryjne.
| Kraj            | Zasady dotyczące kasku rowerowego                                                                     |
| --------------- | --- |
| Austria         | Obowiązkowe tylko dla dzieci                                                                          |
| Chorwacja       | Obowiązkowe dla rowerzystów poniżej 16 roku życia                                                     |
| Czechy          | Obowiązkowe dla rowerzystów poniżej 18 roku życia                                                     |
| Estonia         | Obowiązkowe dla rowerzystów poniżej 16 roku życia na drodze                                           |
| Finlandia       | Obowiązkowe (bez kar)                                                                                 |
| Francja         | Rekomendowane dla dzieci                                                                              |
| Węgry           | Obowiązkowe poza obszarami zabudowanymi na drogach, gdzie prędkości są wyższe niż 50 km/h             |
| Irlandia        | Rekomendowane                                                                                         |
| Łotwa           | Obowiązkowe dla dzieci                                                                                |
| Litwa           | Obowiązkowe dla rowerzystów poniżej 18 roku życia                                                     |
| Malta           | Obowiązkowe dla rowerów z wspomaganiem i dla dzieci poniżej 10 roku życia w foteliku samochodowym     |
| Słowenia        | Obowiązkowe dla dzieci                                                                                |
| Słowacja        | Obowiązkowe dla rowerzystów poniżej 15 roku życia i wszystkich rowerzystów poza terenem zabudowanym   |
| Hiszpania       | Obowiązkowe dla rowerzystów poniżej 16 roku życia. Obowiązek dla rowerzystów poza obszarami miejskimi |
| Szwecja         | Obowiązkowe dla rowerzystów poniżej 15 roku życia                                                     |
| Wielka Brytania | Rekomendowane                                                                                         |

Hiszpania wymaga kasków na trasach pozamiejskich. W Stanach Zjednoczonych 21 stanów posiada przepisy dotyczące kasków dla nieletnich w różnym wieku, a 37 stanów posiada przepisy dotyczące obowiązkowych kasków dla różnych grup wiekowych w różnych jurysdykcjach. Izraelskie prawo dotyczące kasków nigdy nie było egzekwowane ani przestrzegane, fragment dotyczący osób dorosłych został zniesiony; miasto Meksyk również uchyliło swoje prawo dotyczące kasków. W 2002 r. podjęto próbę wprowadzenia ustawodawstwa dotyczącego kasków rowerowych w Polsce, ale sprzeciwiły się temu organizacje zrzeszające rowerzystów.
W Polsce nie ma dokładnych badań na temat tego, czy dzieci na rowerze giną w wypadkach, gdyż dziecko do 10 lat jeżdżące na rowerze jest traktowane jako pieszy.
Kaski rowerowe po raz pierwszy stały się obowiązkowe w całej Australii w latach 1990-1992. W Nowej Zelandii Rebecca Oaten po urazie głowy swojego syna w 1986 r. podróżowała po kraju, aby podkreślać znaczenie noszenia kasków. Przez sześć lat odwiedzała średnio cztery szkoły dziennie. Kaski rowerowe stały się obowiązkowe w Nowej Zelandii w styczniu 1994 r.
Wykazano, że stosowanie odpowiednich kasków rowerowych powoduje znaczny spadek urazów głowy nawet o 88%, a urazy twarzy o 65%.
Odkryto, że młodzież była bardziej skłonna do noszenia kasku, gdy ustawodawstwo dotyczyło wszystkich grup wiekowych, a nie tylko 18 lat i młodszych.
Autorzy metaanalizy z 2006 roku opierając się na 11 artykułach odkryli, że wprowadzenie obowiązkowych kasków zwiększyło użycie kasku wśród rowerzystów, szczególnie w młodszych grupach wiekowych, co miałoby wspierać wprowadzanie takich rozwiązań.
Z kolei autorzy innej metaanalizy z 2009 oparli się na 6 badaniach. Ich zdaniem „wyniki tych badań wskazywały na pozytywny wpływ przepisów dotyczących kasków rowerowych na zwiększenie użycia kasku i zmniejszenie urazów głowy w populacji docelowej w porównaniu do grupy kontrolnej. Żadne z uwzględnionych badań nie mierzyło faktycznego użytkowania roweru, więc nie można ocenić tezy, że mniej osób jeździło na rowerze z powodu wdrożenia przepisów dotyczących kasków. Chociaż wyniki przeglądu wspierają przepisy dotyczące kasków rowerowych w zakresie zmniejszania urazów głowy, dowody są obecnie niewystarczające, aby wspierać lub negować twierdzenia przeciwników kasków rowerowych, że przepisy dotyczące kasków mogą zniechęcić do jazdy na rowerze”.

### Normy
W Unii Europejskiej obowiązującymi normami są PN-EN 1078:1997 i PN-EN 1080:1997.
American National Standards Institute (ANSI) stworzył w 1984 roku normę ANSI Z80.4. Później U.S. Consumer Product Safety Commission (CPSC) stworzyła w 1999 własną obowiązkową normę dla wszystkich kasków rowerowych sprzedawanych w Stanach Zjednoczonych, która weszła w życie w marcu 1999 roku. Innymi znanymi normami amerykańskimi są: SnellB95 i ASTM F1447-12.  Za najbardziej rygorystyczną w USA uważana jest norma Snell 95.
W Australii i Nowej Zelandii wspólną normą jest AS/NZS 2063. W raporcie z 2004 r. stwierdzono, że wymagania eksploatacyjne tej normy w wersji z 1996 r. były nieco mniej rygorystyczne niż normy Snell B95, ale włączono do niej wymóg zapewnienia jakości, co czyni ją prawdopodobnie bezpieczniejszą.
Japońską normą dot. kasków jest JIS 8134-1982.
Normy mają na celu zmniejszenie przyspieszenia do (i wewnątrz) głowy w wyniku uderzenia, ponieważ sztywna wyściółka wykonana ze spienionego polistyrenu jest zgniatana na głowie. Jednak zarówno normy CPSC, jak i EN 1078 uwzględniają jedynie przyspieszenia liniowe i ignorują przyspieszenie rotacyjne. Przyspieszenia rotacyjne pojawiające się w wypadkach rowerowych mogą być na tyle duże, że mogą wywoływać wstrząsy czy krwiaka podtwardówkowego.

### Sporty

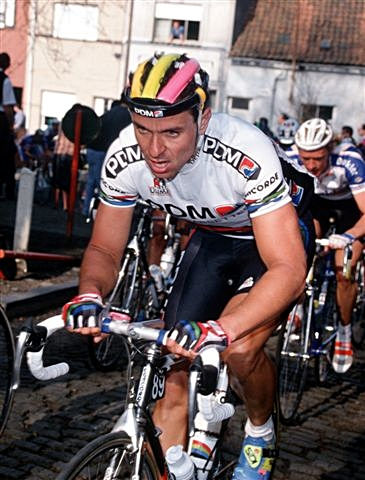
Uwe Raab w kasku podczas wyścigu kolarskiego

Pierwszą poważną próbą wprowadzenia przez UCI obowiązkowego użycia kasków był wyścig Paryż-Nicea w 1991 r., który doprowadził do strajku cyklistów, wskutek czego UCI zrezygnowała z tego pomysłu.

Podczas gdy dobrowolne używanie kasku w profesjonalnych kadrach wzrosło nieco w latach 90., punktem zwrotnym w polityce kaskowej była śmierć Andrieja Kiwilewa w marcu 2003 roku w rajdzie Paryż-Nicea. Nowe zasady zostały wprowadzone 5 maja 2003 r., przy czym Giro d'Italia z 2003 r. było pierwszym większym wyścigiem, w którym uczestnicy mieli obowiązek stosowania kasków. Przepisy z 2003 r. pozwalały na wyrzucanie kasków podczas ostatnich podjazdów o długości co najmniej 5 km.

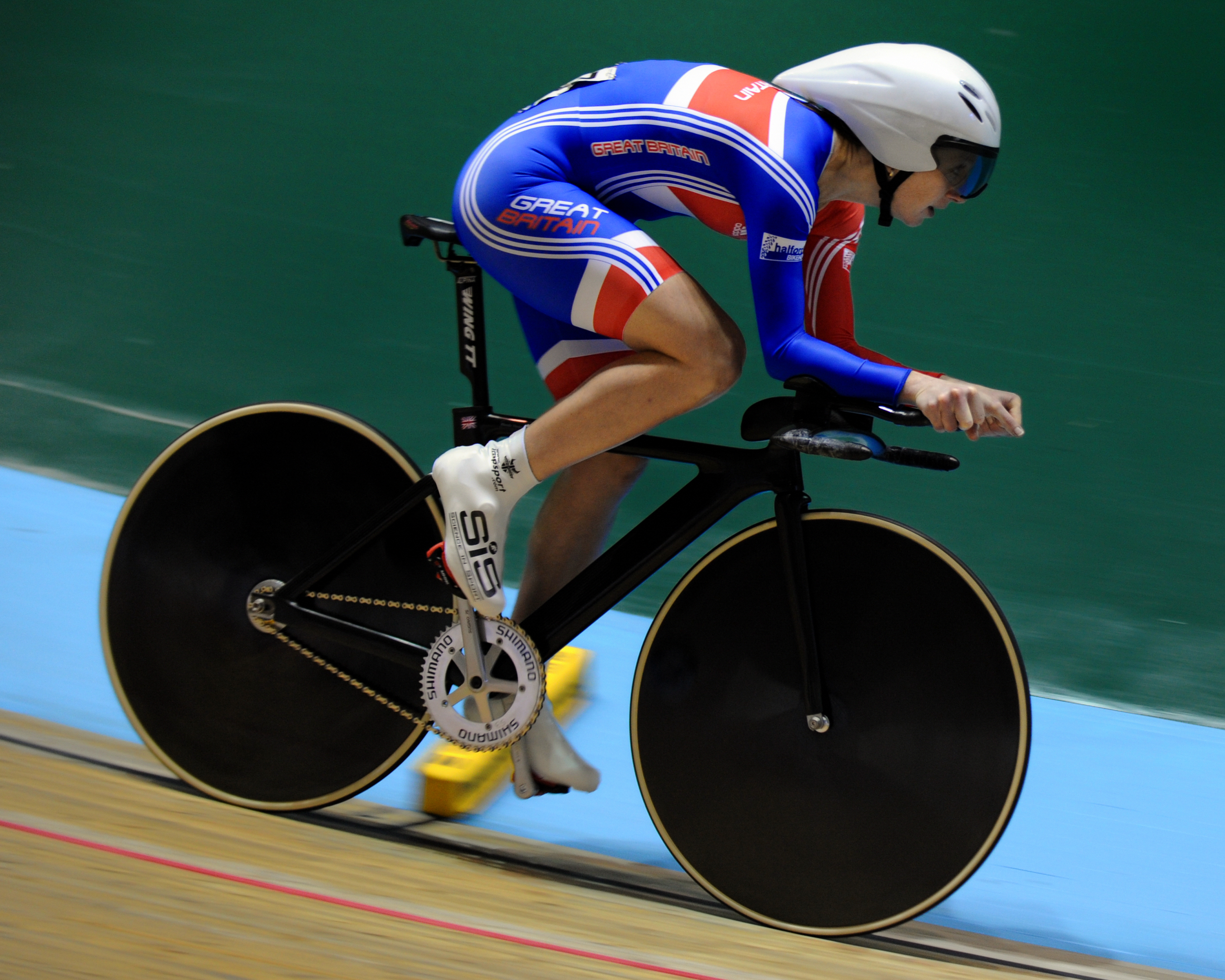
Kolarz torowy w aerodynamicznym kasku

### Regulacje prawne dot. kasków a jazda na rowerze i efekty zdrowotne
Badania przeprowadzone w Chinach, Danii, Holandii i Wielkiej Brytanii pokazują, że rowerzyści regularnie jeżdżący na rowerze żyją dłużej, ponieważ skutki zdrowotne znacznie przewyższają ryzyko wypadków. Zmniejszenie liczby cyklistów może bardziej zaszkodzić zdrowiu ludności niż jakakolwiek możliwa ochrona przed obrażeniami. Dane liczbowe dla Wielkiej Brytanii pokazują, że do spowodowania jednego klinicznie ciężkiego urazu głowy potrzeba co najmniej 8000 lat jazdy na rowerze i 22 000 lat do spowodowania jednej śmierci.
Niektórzy badacze zasugerowali, że prawny wymóg noszenia kasków mógł zniechęcać ludzi do jazdy na rowerze, a uchylenie tych przepisów mogłoby doprowadzić do zwiększenia ruchu rowerowego. Hipoteza ta została też skrytykowana.
Mniejsza liczba rowerzystów może prowadzić do zwiększonego ryzyka na jednego rowerzystę ze względu na efekt „bezpieczeństwa w grupie”. Według jednego ze źródeł prawdopodobieństwo uderzeń cyklistów przez zmotoryzowanych spada wraz ze spadkiem 0,6 siły liczby rowerzystów na drodze. Oznacza to, że jeśli liczba rowerzystów na drodze podwoi się, wówczas przeciętny indywidualny rowerzysta może jeździć przez dodatkowe 50% czasu bez zwiększania prawdopodobieństwa uderzenia przez zmotoryzowanego.
Badania P. L. Jacobsena opublikowane w 2003 roku przez Injury Prevention, dowodzą, że w przypadku podwojenia ruchu rowerowego, ryzyko wypadku spada średnio o 34%. Zgodnie też z tą zasadą ubytek liczby cyklistów o połowę powoduje wzrost ryzyka wypadku o 52%.

#### Wpływ regulacji dot. kasków na popularność korzystania z rowerów
W 1993 r., rok po objęciu obowiązkiem jazdy w kasku dzieci i dorosłych w Nowej Południowej Walii, okazało się, że użycie kasków wzrosło, ale jednocześnie o 30% mniej dzieci dojeżdżało rowerem do szkoły. Analogiczne dane dla innych regionów Australii pokazały jeszcze większy spadek popularności rowerów. W Nowej Zelandii, gdzie obowiązek jazdy w kasku został wprowadzony w 1994 r., liczba odbywanych rowerem podróży spadła o 51% między latami 1989–1990 a 2003–2006. Krytycy zwracają uwagę na fakt, że zmniejszenie liczby cyklistów może mieć związek z długofalowym trendem zmniejszania się aktywności fizycznej i nie trzeba spadku wiązać z wprowadzonymi przepisami.
W Ontario w Kanadzie kaski stały się obowiązkowe dla dzieci. Badanie z 2001 roku wykorzystujące dane z 6 lat, wykazało, że wbrew australijskim doświadczeniom, wprowadzone tutaj przepisy nie miały znacznego negatywnego wpływu na jazdę na rowerze.
Profesor Chris Rissel przeprowadził w 2011 r. badanie, w którym pytał mieszkańców Sydney, jakie efekty przyniosły przepisy dot. kasków. Co czwarty ankietowany odpowiedział, że jeździłby częściej, gdyby nie musiał ciągle pamiętać o kasku. Najwięcej takich deklaracji składali młodzi oraz ludzie jeżdżący sporadycznie. „Zniesienie tych przepisów miałoby znaczący pozytywny wpływ na zdrowie publiczne” – oznajmił Rissel.

#### Wpływ regulacji dot. kasków na zdrowie publiczne

Zmiany w urazach głowy (linia czerwona) w powiązaniu z prawem rowerowym (zmiana w noszeniu kasków - linia niebieska) Nowej Zelandii

Piet de Jong stwierdził: „W większości krajów, przyjmując założenia przemawiające za wprowadzeniem obowiązkowych kasków, poboczne koszty opieki zdrowotnej niwelują bezpośrednie korzyści dla zdrowia”. Według jego obliczeń w Wielkiej Brytanii ogólny koszt netto, jaki służba zdrowia poniosłaby po wprowadzeniu takich przepisów, wyniósłby 500 milionów funtów rocznie. Opracował on model matematyczny do oceny kompromisu między ryzykiem zdrowotnym a obowiązkowymi przepisami dotyczącymi kasków dla wszystkich grup wiekowych, jeśli miałyby one zostać wprowadzone w różnych krajach Ameryki Północnej i Europy Zachodniej. Stwierdził on, że przepisy dotyczące kasków wydają się oferować korzyści zdrowotne netto tylko w krajach, w których istnieje bardziej niebezpieczne środowisko rowerowe, przy optymistycznych założeniach dotyczących skuteczności kasków.
Newbold zasugerował ulepszenia modelu De Jonga korzystające z opublikowanych statystyk rowerowych dla Stanów Zjednoczonych. Stwierdził, że obowiązkowe przepisy dotyczące kasków rowerowych mogłyby przynosić tam pozytywne korzyści netto dla zdrowia publicznego. Newbold podkreślił jednak, że istnieje wiele parametrów tych modeli, które wymagają dalszych badań ilościowych, a wyniki należy uznać raczej za tymczasowe niż ostateczne.
W 2006 r. „British Medical Journal” opublikował analizę przeprowadzoną przez Dorothy Robinson; badanie te potwierdziło tezę, że tego rodzaju przepisy zmniejszają liczbę rowerzystów, w szczególności dzieci. W mieście Perth zarejestrowano spadek w wysokości odpowiednio 20%, 24% i 35% w 3 kolejnych latach po wprowadzeniu przepisów. Autorka badań stwierdziła: „Wszystkie dostępne długo- i krótkofalowe dane pokazują, że jazda rowerem jest mniej popularna, niż by była, gdyby nakazu jazdy w kasku nie było”.

## Kultura
W 2013 w kaskach jeździło 9% polskich rowerzystów, w 2014 roku 12%, w 2015 było ich 20%. W 2014 r. w kaskach w UE najczęściej jeździli rowerzyści w Irlandii (46%), Finlandii (41%) i Szwecji (37%).
Dane z USA z 1999 r. ujawniły, że w zależności od stanu od 13% do 65% dzieci twierdziło, że zawsze nosi kask podczas jazdy na rowerze. Badanie przeprowadzone w Kanadzie wykazało, że od 30% do 73% rowerzystów deklarowało używanie kasków, w zależności od prowincji i statusu ustawodawstwa. Badanie w Ontario, gdzie kaski są wymagane przez prawo tylko dla rowerzystów poniżej 18 lat, stwierdziło, że częstość używania kasku wynosi średnio około 50% wszystkich rowerzystów wiekowych.
W Wielkiej Brytanii wskaźnik noszenia kasków dla ogółu ludności wzrósł z 16% w 1994 r. do 25% w 2002 r., jedynie wśród nastoletnich chłopców spadły z 16% do 12%, a liczba zgonów i poważnych urazów u chłopców-rowerzystów była około 5 razy wyższa niż u dziewcząt. Chłopcy są znacznie bardziej zagrożeni niż dziewczęta: wskaźnik wypadków chłopców i dziewcząt wynosi od 2:1 do 4:1. Nawet biorąc pod uwagę dodatkowe godziny spędzone na jeździe, nadal są narażeni na zwiększone ryzyko, prawdopodobnie spowodowane większymi skłonnościami do podejmowania ryzykownych zachowań. Najwyższe ogólne wskaźniki wypadków i zgonów dotyczą 10-15-latków, w szczególności chłopców.

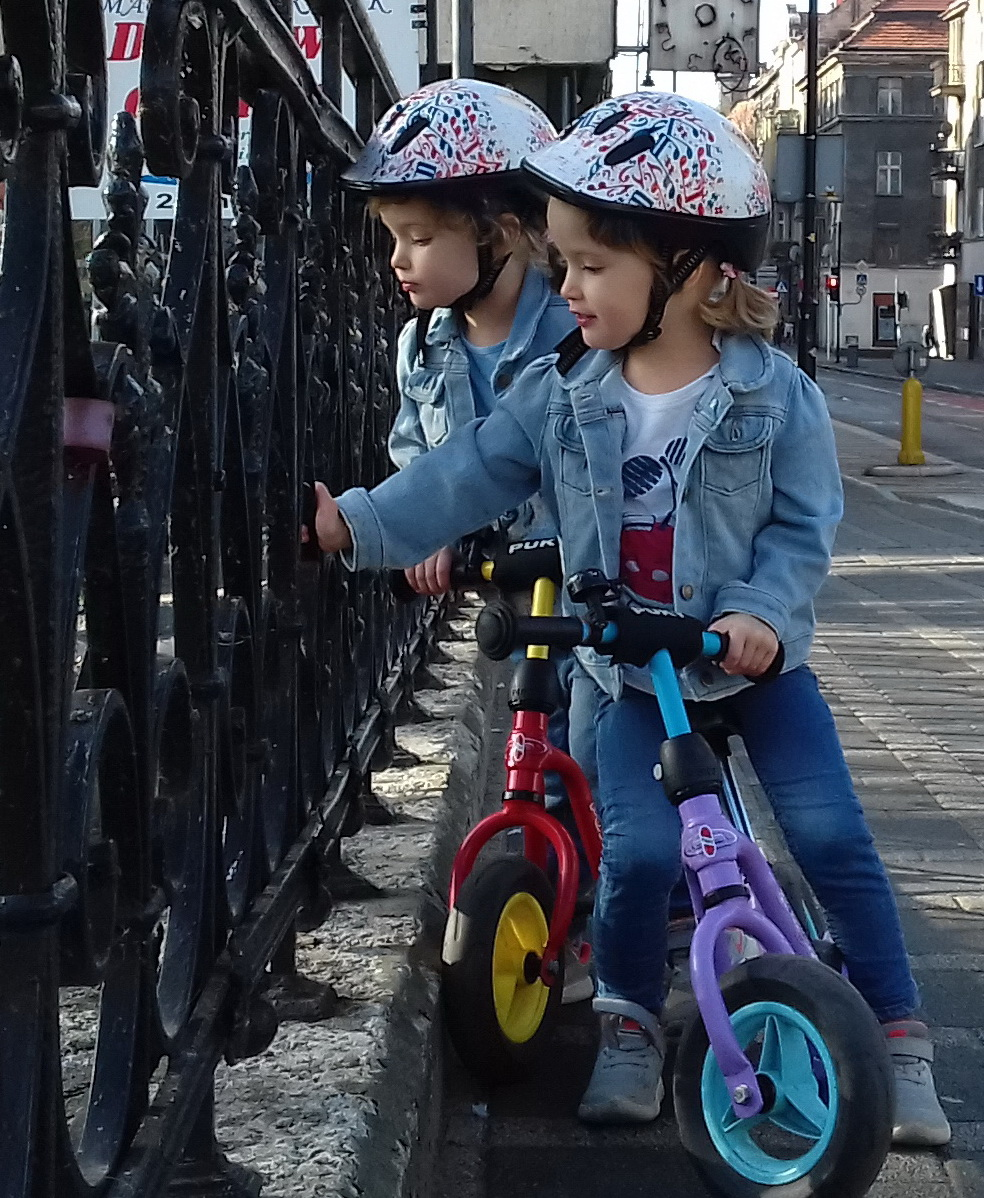
Dzieci w kaskach rowerowych

59% dzieci w wieku 1-5 lat po wypadkach z rowerami, trójkołowcami i innymi zabawkami na kółkach miało urazy głowy.
Wskaźniki użycia kasków rowerowych są najniższe wśród grup, dla których urazy głowy są największe (tj. dzieci w wieku szkolnym). Bariery w używaniu kasku to koszt i brak wiedzy na temat skuteczności kasku. Ponadto niektóre dzieci w wieku szkolnym uważają, że noszenie kasku będzie skutkować drwiną ze strony rówieśników. Wśród starszych dzieci i dorosłych na wskaźniki używania kasku wpływają niektóre z tych samych czynników demograficznych, co wskaźniki wykorzystania pasów bezpieczeństwa (np. wiek, wykształcenie, dochody i stan cywilny), a niektóre z podanych przyczyn nienoszenia kasków są podobne do niezapinania pasów bezpieczeństwa (np. kierowca był na krótkiej wycieczce, kaski są niewygodne, czy niedbalstwo).
Jedną z metod na zwiększenie użycia kasków wśród dzieci jest zwiększenie użycia kasków wśród dorosłych, gdyż użycie przez dziecko kasku jest bardziej prawdopodobne, gdy ich rodzice też jeżdżą w kasku.
Sondaż przeprowadzony w 2009 r. wśród dorosłych mieszkańców USA wykazał, że 86% popierało prawa dotyczące kasków dla dzieci.
Irlandzki znaczek pocztowy z kaskiem i kamizelką odblaskową został w 2016 roku zmieniony, po tym jak Cycling Ireland uznało, że zniechęciłoby to ludzi do korzystania z roweru.
Wpływ marketingu społecznego na zwiększenie użycia kasku wśród nastolatków i dorosłych nie został jasno udowodniony. Programy edukacyjne powodowały wzrost obserwowanego użytkowania kasków między 19% a 52%, ale zgodność nigdy nie zbliżyła się do 100%. Chociaż nie udowodniono związku przyczynowo-skutkowego, obserwuje się, że w krajach o najlepszych wynikach w zakresie bezpieczeństwa ruchu rowerowego (Dania i Holandia) poziom używalności kasków jest jednym z najniższych. Ich wyniki w zakresie bezpieczeństwa ruchu rowerowego przypisuje się świadomości społecznej i zrozumieniu rowerzystów, bezpieczeństwu w zakresie liczby rowerzystów, edukacji i infrastruktury rowerowej.
Badanie ruchu rowerowego na głównych ulicach Bostonu, Paryża i Amsterdamu ilustruje zróżnicowanie kultury rowerowej. W Bostonie wskaźnik używania kasku był znacznie wyższy (32% rowerzystów, w porównaniu z 2,4% w Paryżu i 0,1% w Amsterdamie), w Amsterdamie było znacznie więcej rowerzystów (242 mijane rowery na godzinę, w porównaniu z 74 w Paryżu i 55 w Bostonie). Pomimo braku kasków, jazda na rowerze w Holandii jest bezpieczniejsza niż w jakimkolwiek innym kraju, a liczba ofiar śmiertelnych wśród rowerzystów (na 100 tys. osób) jest w Holandii trzykrotnie mniejsza niż w Australii.
Cycling UK twierdzi, że jazda na rowerze w Holandii i Danii jest postrzegana jako normalna działalność niewymagająca specjalnej odzieży i sprzętu. Holenderscy eksperci i planiści sprzeciwiali się używaniu kasków, twierdząc, że kaski zniechęcają do jazdy na rowerze, czyniąc ją mniej wygodną, mniej komfortową i mniej modną. Wspominają również o możliwości, że kaski mogłyby uczynić jazdę na rowerze bardziej niebezpieczną, dając rowerzystom fałszywe poczucie bezpieczeństwa, a tym samym zachęcając do bardziej ryzykownych zachowań.